# Bram Kouwenhoven
A.J. (Bram) Kouwenhoven (Gouda, 27 februari 1989) is een Nederlands politicus namens Nieuw Sociaal Contract (NSC). Kouwenhoven werd op 14 mei 2025 beëdigd als Kamerlid van NSC, nadat Pieter Omtzigt zijn zetel had afgestaan. De portefeuille van Kouwenhoven is belastingen en toeslagen. Naast Kamerlid is hij lid van het NSC-partijbestuur.
Kouwenhoven was bij de Tweede Kamerverkiezingen van 2023 kandidaat nummer 31 van de lijst. Tot zijn beëdiging was hij manager beleid bij de gemeente 's-Gravenhage. Daarvoor werkte hij bij het Centraal Orgaan opvang asielzoekers (COA).

## Persoonlijk
Kouwenhoven is getrouwd, is vader van een dochter en woont in Den Haag.